# ブラジエール

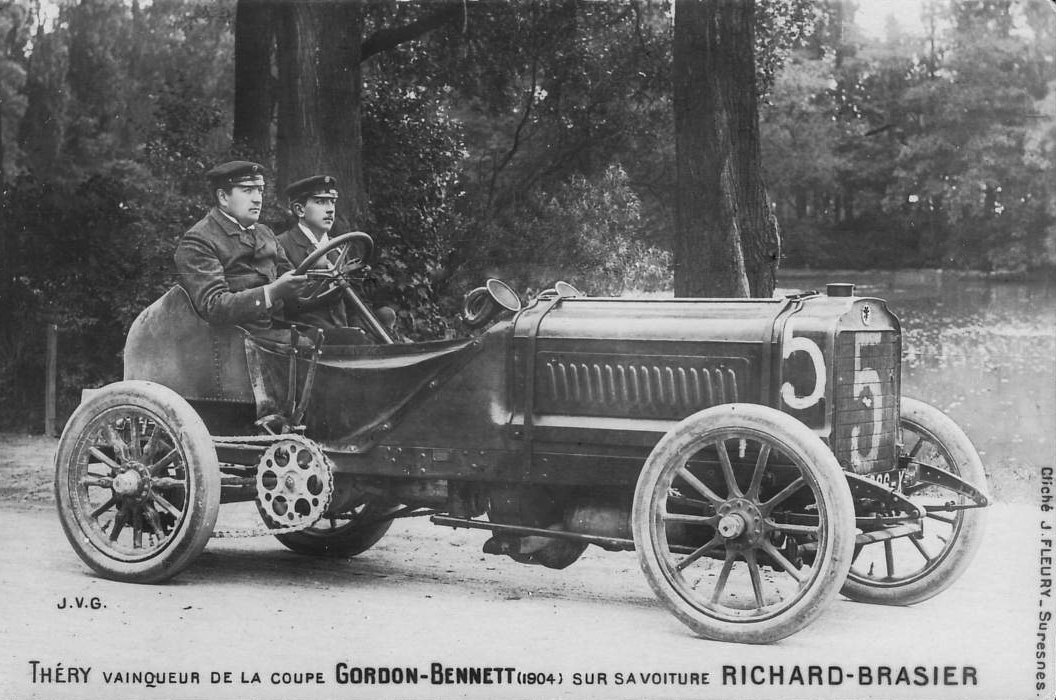
1904年のゴードン・ベネット・カップでレオン・テリーが操縦するリシャール＝ブラジエール

ブラジエール（フランス語: Brasier）は20世紀初めのフランスの自動車製造会社である。パリ郊外に会社があり、1905年から1930年の間、活動した。1902年に「リシャール＝ブラジエール」(Richard-Brasier)という名前で設立され、1926年からは「シェニョー＝ブラジエール」(Chaigneau-Brasier)の社名で知られる。

## 沿革
創業者のシャルル＝アンリ・ブラジエールCharles-Henri Brasierは、しばらく自動車製造会社のパナールで働いた後、モルス（Émile Mors）とも働いた人物で、35歳になるまでに、自らの会社を、ジョルジュ・リシャール(Georges Richard)と共同で1902年に設立した。
1905年までに、パートナーのリシャールが自動車競走に参加するためにしばしば工場を離れ、レースで負傷して仕事を続けられなくなったともされるが、リシャールは共同経営を止め別会社に移った。リシャールとの間の裁判などもあったがブラジエールは会社を維持した。
第一次世界大戦中はスパッドS.VIIなどの有名な戦闘機のためのイスパノ・スイザV8エンジンの組み立てメーカーの一つとなったが、ブラジエール製のエンジンの品質は低く、イギリス空軍の将軍は他にエンジンがない時以外はブラジエール製のエンジンを使わないことを推奨した。
戦後。1919年に3404 ㏄のエンジンを積んだモデルで自動車の生産を再開し、高級車を自動車ショーに展示するが、1920年代後半になると大手メーカーとの競争によって、財政的に困難な状況になった。小型車の販売も始めるが、1826年以降は自転車製造会社を経営していたシェニョー家に会社は買収され、「シェニョー＝ブラジエール」となった。その後、かつての高級車路線に戻る試みもなされ、新エンジンや進歩的なシャーシの設計も取り入れられたが、1929年の世界恐慌によって、1930年か1931年には活動を停止した。
レースの分野では、レオン・テリー(Léon Théry)のドライブで、第5回(1904年)と第6回(1905年)のゴードン・ベネット・カップに優勝した。テリーらが出場した1908年のディエップで開かれた、フランス・グランプリでは、レオン・テリーは一周約77 kmのコースで行われた10周レースの9周でリタイヤした。

## ギャラリー

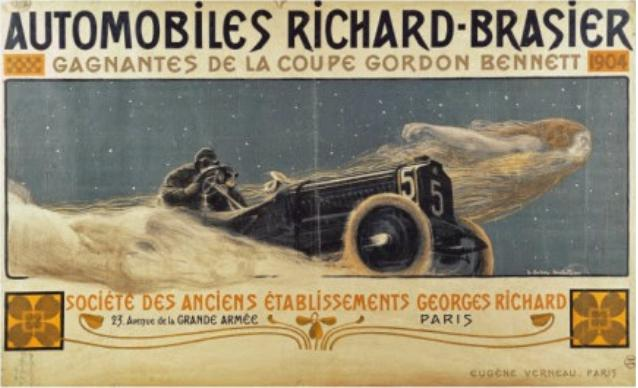
アンリ・ベレリ＝デフォンテーヌによるポスター
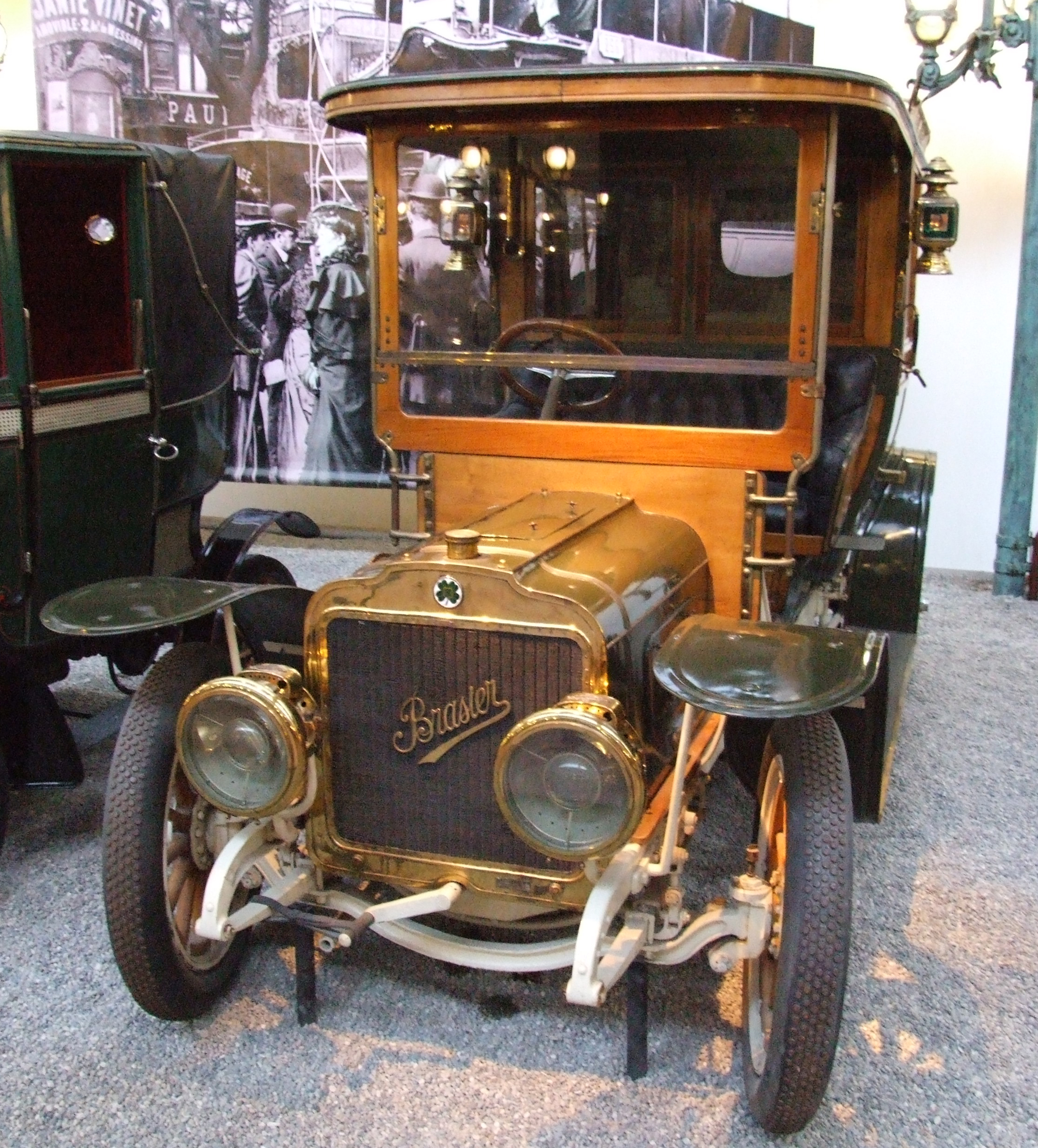
Brasier Coupe Chaffeur KD, 1908, 4 Zylinder, 24 PS
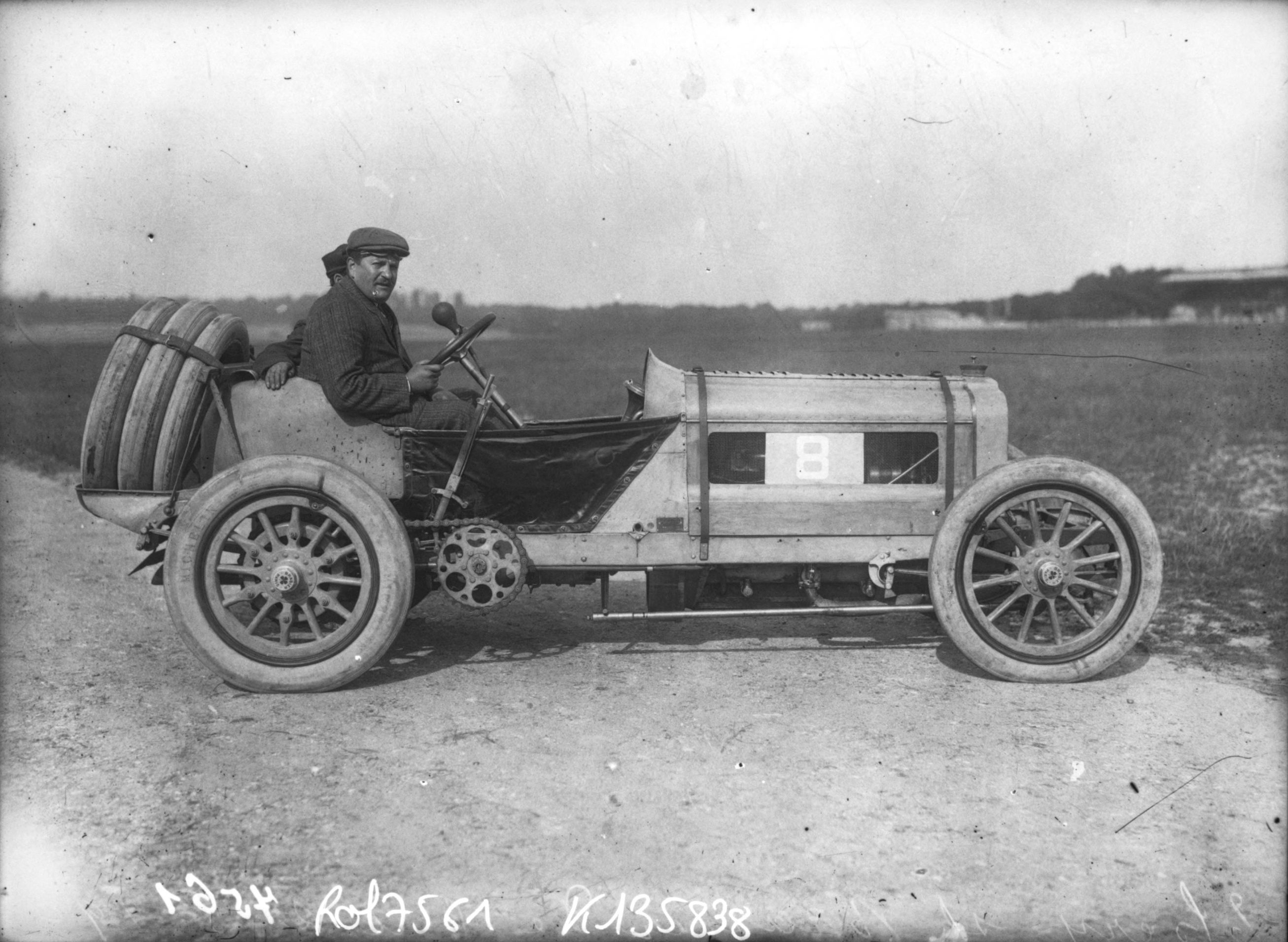
1908年のグランプリのブラジエールとドライバーのテリー
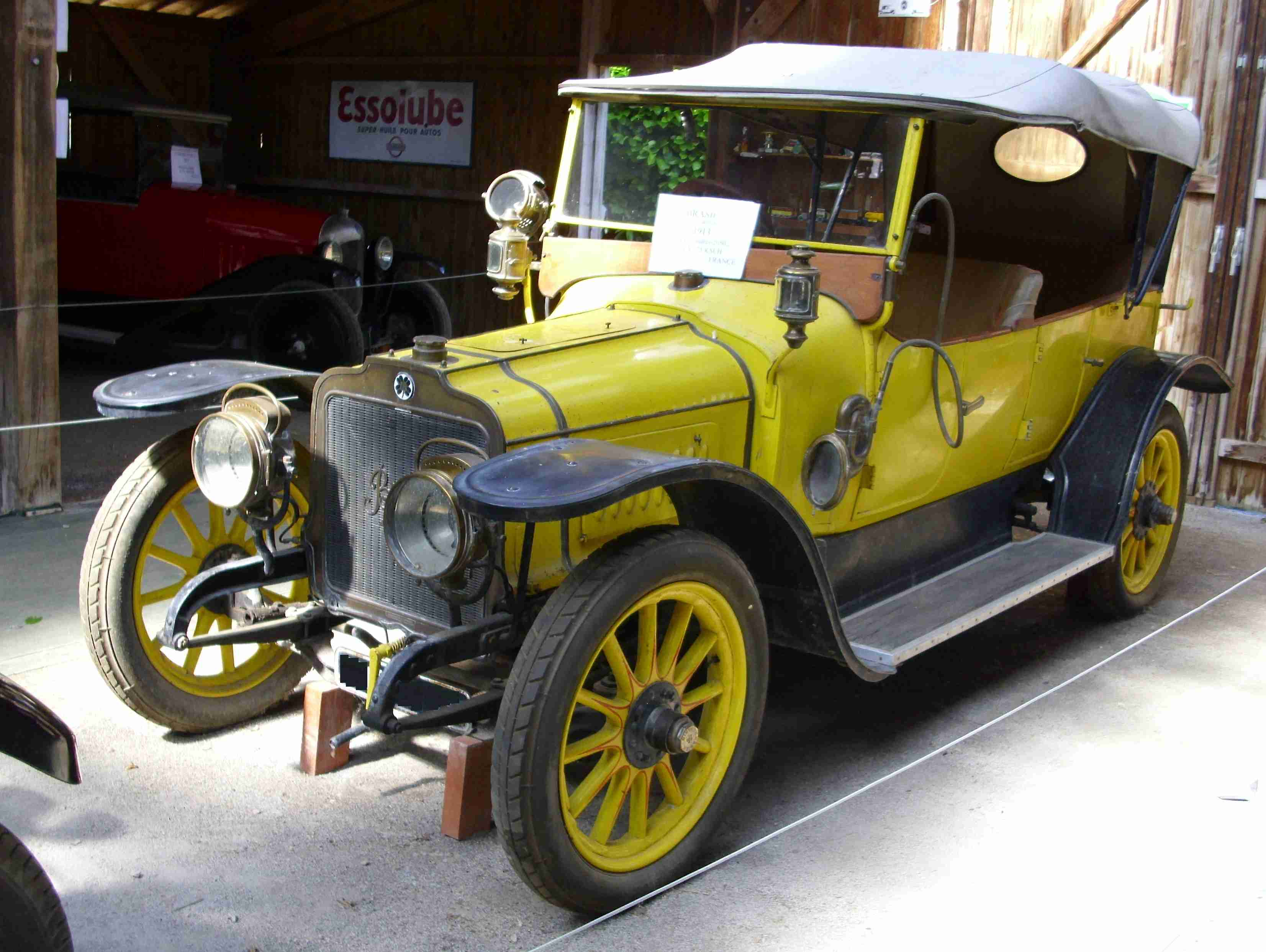
Brasier 1913